# Sabotage (песня)
«Sabotage» — песня американской хип-хоп-группы Beastie Boys из альбома Ill Communication. Стиль музыки характеризуется как рэпкор. В 2004 году журнал Rolling Stone поставил эту песню на 475 место в списке «500 величайших песен всех времён». В марте 2005 журнал Q поместил трек на 46 место в списке «100 лучших гитарных песен».
Песня была номинирована на премию «Грэмми» в категории «Лучшее хард-рок исполнение», но уступила композиции «Black Hole Sun» группы Soundgarden.

## Чарты
| Чарт (1994)           | Высшая позиция |
| --------------------- | -------------- |
| UK Singles Chart      | 19             |
| US Rock Digital Songs | 23             |